# 鲁皮亚·班达
鲁皮亚·布维扎尼·班达（Rupiah Bwezani Banda，1937年2月13日—2022年3月11日），赞比亚第四任总统。
班达于2006年被利维·姆瓦纳瓦萨任命为副总统，当姆瓦纳瓦萨在2008年6月中风后代行总统职权。同年8月，姆瓦纳瓦萨逝世，班达成为代理总统，10月在总统大选中代表多党民主运动获胜，正式成为赞比亚总统。
班达就任总统期间，赞比亚贪污、腐败横行，人民生活水平日益下降，社会治安严重恶化，其政策甚不得民心。最终他在2011年9月的总统大选中被来自爱国阵线的迈克尔·萨塔击败。